# Бадма-Ханда Аюшеєва
Бадма-Ханда Аюшеєва (бур. Аюшиин Бадма-Ханда; (28 травня 1979 , Q47187?, Хейлунцзян )) — російська бурятська співачка, Заслужена артистка Республіки Бурятія (2006), Народна артистка Республіки Бурятія (2018), солістка Бурятського державного національного театру пісні і танцю «Байкал» (1998—2010).

## Життєпис
Народилася 28 травня 1979 року в бурятській сім'ї в Автономному районі Внутрішня Монголія КНР. Її прадід змушений був емігрувати з Агинських степів до Китаю під час громадянської війни в Росії.
У 1993 році сім'я переїхала до Росії, оселившись у місті Улан-Уде, Бурятія. Тут Бадма-Ханду, яка досконало володіла бурятською мовою, відразу прийняли на навчання до Республіканського бурятського національного коледжу-інтернату. Після коледжу закінчила Східно-Сибірський державний інститут культури
З 1998 року Аюшеєва співає у Державному театрі пісні та танцю «Байкал». У її пісенному репертуарі особливе місце посідають старовинні бурятські наспіви, втрачені бурятами в роки радянської влади, але збережені в первозданному вигляді серед бурятських емігрантів у місцевості Шенехен в Евенкійському автономному хошуні Хулунбуїрського міського округу Внутрішньої Монголії Китаю.
Вона має унікальний голос і чарівну манеру співу, який завойовує серця слухачів. Музичний критик зазначав: «Тембр її голосу дзвінкий та чистий, коли слухаєш, як співає Бадма-Ханда, часом здається, що чуєш, як біжить чистий гірський струмок» .
Відомі такі її пісні, як «Цагаатай голни», «Наян Наваа», «Яахаш хүм биб» та «Эжыдээ».
2006 року їй присвоєно звання Заслуженої артистки Бурятії.
Бадма-Ханда Аюшеєва стала першою і поки що єдиною бурятською співачкою, яку запросили виступити на одному з найпрестижніших концертних майданчиків світу — Карнегі-хол у Нью-Йорку .
З 2010 року постійно проживає в Москві.
За внесок у справу розвитку та збереження бурятської національної культури Главою Республіки Бурятія Олексієм Циденовим Указом від 20 березня 2018 року Аюшеєву надано почесне звання Народної артистки Республіки Бурятія.

## Нагороди та звання
- Заслужена артистка Республіки Бурятія (2006)
- Народна артистка Республіки Бурятія (2018)[4]

## Дискографія
- Наян Наваа (2001)
- Амар Менде (Mongolian Music From Buryatia) (2004)